# Boda (India)
Boda è una suddivisione dell'India, classificata come nagar panchayat, di 8.511 abitanti, situata nel distretto di Rajgarh, nello stato federato del Madhya Pradesh. In base al numero di abitanti la città rientra nella classe V (da 5.000 a 9.999 persone).

## Geografia fisica
La città è situata a 23° 42' 30 N e 76° 48' 56 E.

## Società

### Evoluzione demografica
Al censimento del 2001 la popolazione di Boda assommava a 8.511 persone, delle quali 4.435 maschi e 4.076 femmine. I bambini di età inferiore o uguale ai sei anni assommavano a 1.346, dei quali 676 maschi e 670 femmine. Infine, coloro che erano in grado di saper almeno leggere e scrivere erano 4.795, dei quali 3.147 maschi e 1.648 femmine.